# Myd
Ne doit pas être confondu avec Lepoutre ou Lepautre.
Quentin Lepoutre, dit Myd (/mi:d/), est un musicien, producteur de musique et ingénieur du son français.
Il commence sa carrière solo sur le label Bromance Records. Il est membre du groupe Club cheval et produit aussi des artistes tels que Brodinski ou Theophilus London.
En parallèle, il compose plusieurs tubes de rap français et  reçoit son premier double disque de platine en mai 2016 pour sa participation au premier album du rappeur SCH en collaboration avec DJ Kore.

## Biographie
Né à Lille d'un médecin, Frank Lepoutre, et d'une responsable de formation, Dominique Réant, Myd a fait des études d'ingénieur du son de 2008 à 2011 à Paris dans l'école de cinéma La Fémis quand il rencontre Sam Tiba, Panteros666 et Canblaster. Ils décident dans la foulée de faire de la musique tous les quatre et créent Club Cheval.
Au même moment, Myd sort son premier EP sur le label français Marble (Le label de Para One, Surkin et Bobmo), et commence à tourner en tant que DJ dans le monde entier[réf. nécessaire].
En 2014, il produit le premier album de Brodinski : Brava pour lequel il collabore en studio avec des artistes tels que Slim Thug, ILoveMakonnen et Young Scooter. La même année il compose trois morceaux sur l'album Theophilus London's Vibe de Théophilus London dont le titre Can't Stop (feat. Kanye West).
En 2015, il co-compose avec DJ Kore plusieurs titres pour SCH, Lacrim ou Alonzo. Il reçoit en 2016 son premier double disque de platine pour avoir co-composé le titre Champs-Élysées de SCH. Il sort le morceau Numero Uno sur Bromance Records, le label de Brodinski, et produit des titres pour les rappeurs SCH, Alonzo ou Theophilus London sur Can’t stop (feat. Kanye West), et remixe Dua Lipa et Major Lazer[réf. nécessaire].
Début 2016 sort le premier album de Club cheval Discipline.
En 2017, le label français de musique électronique Ed Banger Records tenu par Pedro Winter (Busy P) ancien manager de Daft Punk, connu pour être le label de Justice, Mr. Oizo ou encore Breakbot, annonce la venue de Myd sur le label pour la sortie d'un nouvel EP qui s'intitule All inclusive, sorti en octobre 2017. Cette signature est liée à la fermeture de son label précédent : Bromance Records. Ce premier EP chez Ed Bangers est une affirmation de son identité sonore mais également de son univers visuel signée par la réalisatrice et photographe Alice Moitié.
La même année, il assure le rôle de réalisateur et arrangeur artistique pour Mai Lan (pour son single Blaze Up). Il compose également, la bande originale du film Petit Paysan réalisé par son ancien camarade de classe de la Fémis Hubert Charuel. La musique de Myd, est récompensée par un Valois au Festival d'Angoulême puis nommée l'année suivante aux Césars.
En 2018, il collabore avec la jeune artiste Sônge pour son premier album.
En 2021, il sort Born a Loser, son premier album, sur lequel figure les titres Moving Men ft Mac de Marco et le tube The Sun.
En novembre 2021, il apparaît dans la vidéo Qui fera le meilleur hit des années 2000 ? de Squeezie, dans lequel il produit la chanson Time Time avec le groupe Trei Degete en compagnie de Squeezie et Kronomuzik.
Le 28 août 2024 il est le DJ de la cérémonie d'ouverture des jeux paralympiques à Paris sur la place de la concorde.

## Discographie

### En solo

#### Singles
- No B******t (featuring Twice and Lil Patt) (Bromance Records / 2016)
- The Sun (Ed Banger Records / Because Music / 2017)
- Muchas (feat. Cola Boyy) (Ed Banger Records / 2018)
- Together We Stand (Ed Banger Records / 2020)
- Moving Men (feat. Mac DeMarco) (Ed Banger Records / 2020)
- Loverini (feat. L'Impératrice) (Ed Banger Records / Because Music / 2021)
- The Sun (feat. JAWNY) (Ed Banger Records / Because Music / 2022)
- Domino (Ed Banger Records / Because Music / 2022)
- I Made It (feat. Picard Brothers) (Ed Banger Records / Because Music / 2022)

#### Remixes
| Titre                                         | Année | Artiste                              | Album                                                | Label                                                                    |
| --------------------------------------------- | ----- | ------------------------------------ | ---------------------------------------------------- | ------------------------------------------------------------------------ |
| Holidays in Congo                             | 2010  | Rainbow Arabia                       |                                                      | Kitsuné                                                                  |
| Esta Loca                                     | 2010  | The Cheerz                           | Queens In The House! (EP)                            | Sleep Disorders                                                          |
| Try Me                                        | 2010  | Anoraak                              | Try Me (EP)                                          | Grand Blanc                                                              |
| La musique                                    | 2010  | Yelle                                | Kitsuné : La musique EP                              | Kitsuné                                                                  |
| Come Back Home                                | 2010  | Two Door Cinema Club                 | Tourist History (Deluxe Edition)                     | Kitsuné                                                                  |
| Imperial March                                | 2010  | Klipar                               | Imperial March (EP)                                  | No Brainer Records                                                       |
| Old Snake Rapier                              | 2011  | Eccy                                 | Flavor of Vice                                       | Slye Records                                                             |
| Be Stupid                                     | 2011  | Swick                                | Flick It Up (EP)                                     | Top Billin                                                               |
| Without You                                   | 2011  | Little Jinder                        | Without You (EP)                                     | Trouble & Bass Rcordings                                                 |
| Tiger Rhythm                                  | 2013  | Surkin                               | Advanced Entertainment System (Deluxe Edition)       | FWRKS                                                                    |
| Tear Da Club Up                               | 2013  | DJ Class                             |                                                      | T & A Records                                                            |
| Helios                                        | 2015  | Darius                               | Helios (EP)                                          | Roche Musique                                                            |
| Le chrome et le coton                         | 2015  | Jérôme Echenoz                       | Le chrome et le coton                                | Entreprise, A+LSO (Sony Music)                                           |
| Ibifornia                                     | 2017  | Cassius                              | Ibifornia (Remixes)                                  | LOVE SUPREME / JUSTICE, Because Music / Ed Banger Records                |
| The Beast                                     | 2018  | UTO                                  | The Beast (Remixes)                                  | Pain Surprises Records                                                   |
| Miss Smith                                    | 2018  | Moodoïd                              | Reptile (Remixes)                                    | Because Music                                                            |
| Want U So Bad                                 | 2018  | Gilligan Moss                        | What Happened? (Remixes)                             | AMF / Virgin EMI Records, Universal Music                                |
| Bombs Away                                    | 2019  | Charlotte Gainsbourg                 | Bombs Away (Remixes)                                 | Because Music                                                            |
| Xphanie                                       | 2020  | Saint DX                             |                                                      | Because Music, Cracki Records                                            |
| Whitsand Bay                                  | 2020  | Metronomy                            | Whitsand Bay (Remixes)                               | Because Music                                                            |
| Lay Your Head On Me                           | 2020  | Major Lazer feat. Marcus Mumford     | Lay Your Head On Me (feat. Marcus Mumfort) [Remixes] | Mad Decent, Because Music                                                |
| Tempérament                                   | 2020  | Malik Djoudi                         | Remixes (EP)                                         | Cinq7, Wagram Music                                                      |
| Le cassoulet                                  | 2020  | Salut C'est Cool                     | Maison Remixes                                       | Pain Surprises Records                                                   |
| All the Love                                  | 2020  | Von Pourquery, James The Prophet     | All the Love (Remixes)                               | Lying Lions Productions, Warner Chappell Music France, Internet Editions |
| Lover 4 Now                                   | 2020  | Groove Armada feat. Todd Edwards     |                                                      | Groove Armada, BMG Rights Management UK                                  |
| Softstyle                                     | 2020  | Wuh Oh                               | Softstyle                                            |                                                                          |
| Orange Mug                                    | 2020  | WONK                                 | EPISTROPH                                            |                                                                          |
| Lisbon                                        | 2020  | Slim & The Beast                     | Slim & The Beast Part II                             | Slim & The Beast                                                         |
| Sumimasen Chérie                              | 2020  | Victor Le Masne                      | Nocturnes (EP)                                       | MultiMan Records                                                         |
| Fever                                         | 2021  | Dua Lipa feat. Angèle                |                                                      | Warner Records UK, Dua Lipa                                              |
| Primavera                                     | 2021  | PPJ                                  | Primavera - Remix Drop II                            | Moshi Moshi Records                                                      |
| Straight To The Morning                       | 2021  | Hot Chip feat. Jarvis Cocker         |                                                      | Domino Recording Co                                                      |
| Strut                                         | 2021  | Elohim                               | Strut (Remixes)                                      | Elohim                                                                   |
| My Night                                      | 2021  | Claptone                             | My Night (Remixes)                                   | Different Recordings                                                     |
| Lights Up                                     | 2021  | Flight Facilities feat. Channel Tres | Lights Up (feat. Channel Tres) [Remixes]             | Future Classic                                                           |
| 2016 (My Generation)                          | 2021  | Mirwais                              |                                                      | Les Productions 50/50                                                    |
| I Found You                                   | 2021  | Vantage feat. Benjamin Ingrosso      | Parlophone Records, Clement Gabriel Issa             |                                                                          |
| I Can Talk                                    | 2021  | Two Door Cinema Club                 | Prolifica Inc., [PIAS]                               |                                                                          |
| Best of Me                                    | 2021  | Picard Brothers                      | Picard Brothers, Because Music                       |                                                                          |
| xxxHATExxx                                    | 2022  | TWRR                                 | Corbay (EP)                                          | TWRR                                                                     |
| 16-18 (Why You Lacking Energy?)               | 2022  | Cassia                               |                                                      | BMG Rights Management (UK) Limited                                       |
| 2001                                          | 2022  | Foals                                | 2001 (Remixes)                                       | Foals, Warner Music UK Limited                                           |
| Is This What It Feels Like to Feel Like This? | 2023  | The Wombats                          |                                                      | The Wombats, AWAL Recordings Ltd                                         |
| Cut Dick                                      | 2023  | Chilly Gonzales                      | Gentle Threat France SARL                            |                                                                          |
| Ma quale idea                                 | 2023  | Pino D'Angiò                         | peermusic ITALY                                      |                                                                          |
| Funky And You Know It                         | 2024  | Shakedown avec Bootsy Collins        | Glitterbox Recordings, Tracks Productions            |                                                                          |

### Avec Club cheval
Club cheval - Discipline, LP (Parlophone / Warner Music 2016)

## Production
- Theophilus London - Can't Stop (ft. Kanye West)[3]
- Brodinski - Let The Beat Control Your Body[3]
- Brodinski - Brava (Full LP)[3]
- SCH - Champs-Élysées[3]
- Lacrim - Tout le monde veut des lovés[3]
- Georgio - XXV
- Squeezie - Influenceurs
- Squeezie - Time Time (ft. Myd et Kronomuzik)

## Filmographie

### En tant que compositeur
- 2017 : Petit Paysan de Hubert Charuel

### En tant qu'acteur
- 2019 : Mes jours de gloire d'Antoine de Bary : le pharmacien
- 2023 : Veuillez nous excuser pour la gêne occasionnée d'Olivier Van Hoofstadt : le passager violent

## Distinctions
- Festival du film francophone d'Angoulême 2017 : Valois de la musique pour Petit Paysan
- César 2018 : nomination au César de la meilleure musique originale pour Petit Paysan
- 37e cérémonie des Victoires de la musique en 2022 : nomination comme révélation masculine